# Yohann Tihoni
Yohann Tihoni, né le 20 juillet 1994, est un footballeur international tahitien, évoluant au poste d'attaquant.

## Carrière
En club, Yohann Tihoni a joué dans quatre clubs et a terminé deuxième meilleur buteur du championnat 2017-2018 avec 48 buts avec Taiarapu. Avec l'AS Pirae, il a participé à la Coupe du monde des clubs 2021 et a été jusqu'en finale de Ligue des champions 2023-2024, sans la jouer.  
Attaquant, Yohann Tihoni dispute un match des éliminatoires de la Coupe du monde 2014 contre la Nouvelle-Calédonie et participe à la Coupe des Confédérations 2013, jouant qu'un match en tant que remplaçant contre l'Uruguay pour les Toa Aito mais ne pouvant pas empêcher l'élimination au premier tour. Il revient en sélection en mars 2018 à l'occasion de deux matchs amicaux contre la Nouvelle-Calédonie. Entre-temps, il a disputé avec les espoirs tahitiens les Jeux du Pacifique de 2015, avec qui il a été finaliste et a inscrit trois buts durant le tournoi contre la Micronésie. Avant cela, il a été international des moins de 17 ans en 2011 et a été finaliste de la coupe d'Océanie des moins de 17 ans 2011, inscrivant trois buts au premier tour.